# Sakura Wars (série télévisée d'animation)
Sakura Wars (サクラ大戦, Sakura Taisen) est une série d'animation japonaise en 25 épisodes de 25 minutes, créée par le Studio Madhouse et diffusée du 8 avril au 23 septembre 2000 sur TBS. En France, la série a été diffusée sur la chaîne Mangas ; en DVD, la série est licenciée par Kazé.

## Synopsis
Sakura, jeune fille un peu étourdie, rejoint la capitale impériale dans le but d'intégrer la flower imperial company afin de respecter les vœux de son défunt père. Cette brigade a pour but de protéger la capitale des monstres qui l'attaquent régulièrement et est constituée de jeunes filles de différents horizons ayant en commun un grand pouvoir spirituel. Cette compagnie apparaît pour le grand public comme la troupe d'acteurs du théâtre impérial. Après des débuts difficiles avec ses camarades, Sakura découvrira peu à peu sa puissance spirituelle lui venant de son père et apprendra non seulement à jouer la comédie musicale, mais aussi comme ses consœurs à manœuvrer son robot contrôlé par le pouvoir spirituel. 
Cependant, les commandants et vice-commandants de la troupe semblent porter un lourd passé. En effet, ils ont l’air de connaître aussi bien le père de Sakura que le leader des monstres...

## Distribution des voix

### Voix françaises
- Stéphane Excoffier
- Béatrice Wegnez
- Laurent Vernin
- Laetitia Liénart

### Voix japonaises
- Chisa Yokoyama : Sakura Shinguji
- Ai Orikasa : Ayame Fujieda
- Akio Suyama : Ichiro Ogami
- Kumiko Nishihara : Iris Chateaubriand
- Kyoko Hikami : Tsubaki Takamura
- Michie Tomizawa : Sumire Kanzaki
- Urara Takano : Maria Tachibana
- Yuki Masuda : Yuri Sakakibara
- Yuriko Fuchizaki : Li Kohran
- Akemi Okamura : Kasumi Fujii
- Akiko Kuno : Ratchet Altair
- Akira Ishida : Setsuna Aoki
- Hideyuki Umezu : Hiroaki Hirata
- Hiroshi Yanaka : Aoi Satan
- Hitoshi Domon : Soldat
- Isao Yamagishi : Soldat Rookie
- Kazue Ikura : Reni Milchstrasse
- Kôichi Kitamura : Aritsune Hanakouji
- Masaru Ikeda : Ikki Yoneda
- Matsutani Kaya : Koji Kurose
- Maya Okamoto : Soletta Orihime
- Mayumi Tanaka : Kanna Kirishima
- Shigeru Ushiyama : Kiyonobu Suzuki
- Takehito Koyasu : Yuuichi Kayama

## Épisodes
1. L'arrivée de Sakura à Tokyo (Sakura Comes to Teito)
2. La ville que nous devons protéger (The City You Should Protect)
3. Les débuts de scène de Sakura (Sakura's First Play)
4. Laissez-moi 20 minutes ! (Kabuki Dance)
5. L'ombre démoniaque (The Shadow of Evil)
6. L'esprit de Kôbu (The Hearts of Koubu)
7. Une délicieuse façon de vivre (The Good Order)
8. Voici une revue ! (This is the Revue)
9. La fille que l'on appelait oiseau de feu (A Girl Named Fire-Eating Bird)
10. Kanna qui appelle une tempête (A Woman Who Calls Storms)
11. L'entrainement de Hanagumi (Hanagumi's Training Camp)
12. Un anniversaire en solitaire (Lonely Birthday)
13. L'obstination des filles fait éclore les fleurs (Bloom Like a Flower! On a Maiden's Pride!)
14. Iris fait une sortie ! (Iris Makes a Sortie!)
15. Sakura rentre dans son pays natal (Sakura Returns to the Hometown)
16. L'unité anti-Kôma (Force Which Opposes KOMA)
17. Ouverture (Prelude)
18. Cendrillon (Cinderella)
19. Haja No Jin, la formation pour repousser le mal (Formation to Defeat Evils)
20. L'approche furtive des ténèbres (Darkness Which Creep Up)
21. Encore une bataille (Another Fight)
22. Le théâtre en flammes (National Theatre Blazing Up!)
23. La machine de mes rêves (Machine Which Dreams)
24. Les liens (The Bonds)
25. Le rêve se poursuit (The Continuation of the Dream)